# Айнсон
Айнсон (ісп. Ainzón) — муніципалітет в Іспанії, у складі автономної спільноти Арагон, у провінції Сарагоса. Населення — 1269 осіб (2010).
Муніципалітет розташований на відстані близько 240 км на північний схід від Мадрида, 55 км на захід від Сарагоси.

## Демографія
Динаміка населення (INE ):

## Галерея зображень

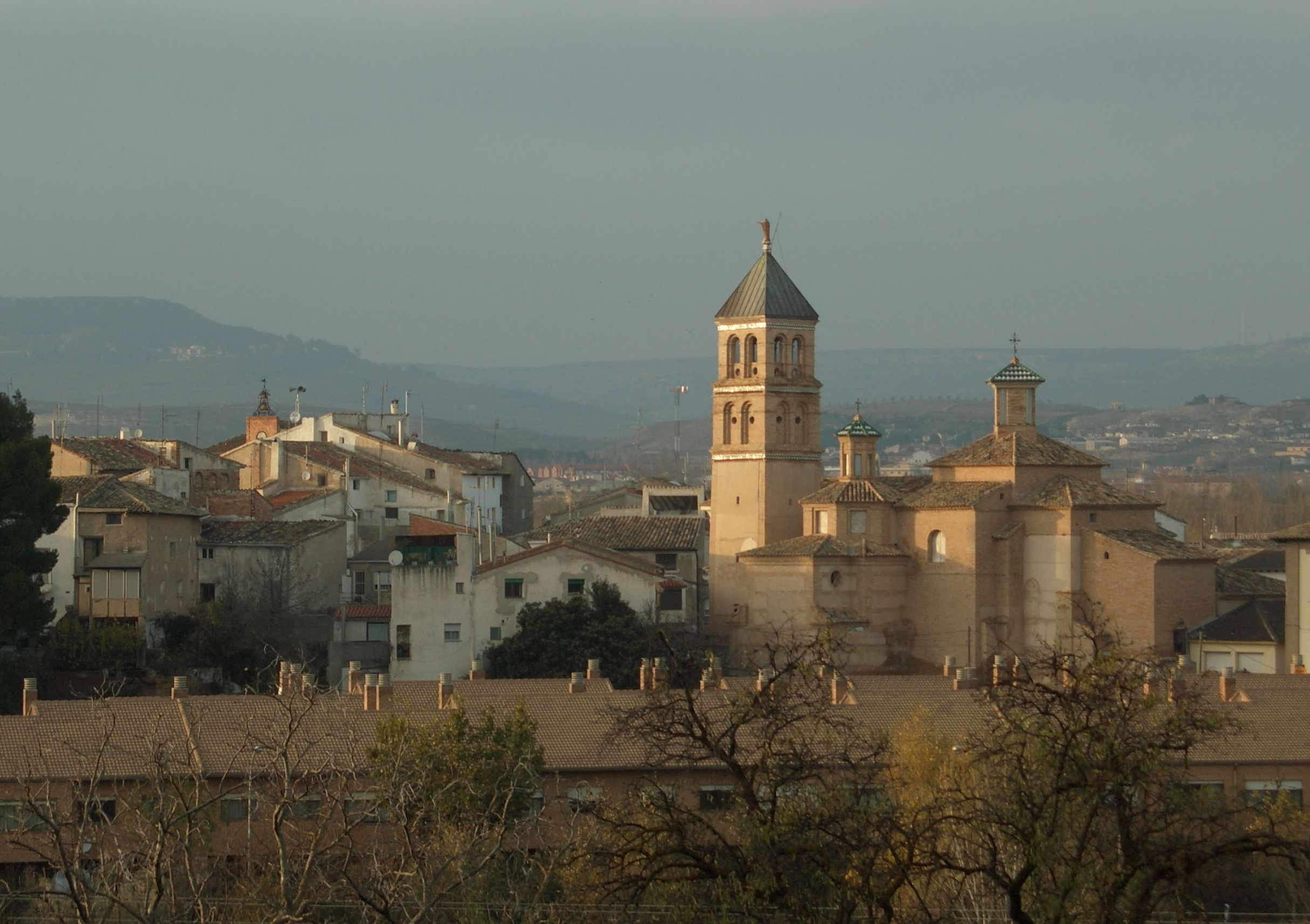
Айнсон